# Панегирик
Панеги́рик (от лат. panegyricus ← др.-греч. πᾰν-ηγῠρικός — «похвальное слово в торжественном всенародном собрании» от др.-греч. πᾶς, πᾶσα, πᾶν — «весь, все» + др.-греч. ἀγείρω — «собирать, созывать») — всякое восхваление в литературном произведении (например в оде) или выступлении. С XIX века — неоправданное восхваление.
Буквальный перевод слова др.-греч. πᾰν-ηγῠρικός — «собрание всех», по другому — «всеобщее народное собрание». В дальнейшем это слово стало обозначать «похвальное слово, сказанное в торжественном всенародном собрании».

## История
Греки заимствовали у египтян обычай говорить речи при погребении усопших и создали впоследствии из этого обычая особый род литературы и ораторского искусства. Уже во времена Солона такого рода речи при общественных похоронах произносились не кем-нибудь случайно, а известным лицом, по назначению. «De mortuis aut bene, aut nihil» («О мёртвых или хорошо, или ничего»), говорили римляне, и надгробные речи их всегда отличались похвалами, причём первоначальная искренность уступала место риторике, по мере того, как речи эти приобретали официальный характер и стали служить предлогом для похвалы живым. Из панегирических речей древности особенно замечательны речь Перикла в честь павших при Марафоне и Саламине (у Фукидида) и речь Лисия в похвалу сражавшимся с Коринфом. Эти речи имели главным образом целью воодушевить афинян к новым жертвам для блага и спасения отечества. В точном смысле слова панегириком (от πᾶν — всё и ἀγορά — афинский форум, агора) стали называть речь, произносимую перед народом в честь какого-либо лица, города или нации и содержащую в себе похвалу, без примеси критики. Из памятников такого красноречия в Греции сохранился до нашего времени только панегирик Афинам Исократа (386 г. до н. э.).
В римской литературе знаменит панегирик Траяну Плиния Младшего, по случаю назначения его консулом — образец тонкой и остроумной лести. «Жизнь Агриколы» Тацита — другой пример панегирика в римской литературе, но уже без всякой примеси лести живому.
С распространением христианства похвальное слово умершим приобретает все более характер апологии религии и наставления живым, в духе веры и церковных установлений. Отсюда получили начало панегирики в день праздника того или другого святого, и те же начала легли в основание житий святых. Панегирики святым и царям пестрели риторическими украшениями и производили на массу впечатление тем более сильное, чем меньше они походили на действительность. В XVI и XVII веках входит в обычай сочинять панегирики или похвальные слова юмористического и сатирического содержания: например, похвала пьянству, подагре, животным и растениям (кошки, крысы, мыши). Особенно знаменита сатира в форме панегирика — «Похвала глупости» Эразма Роттердамского. В XVII веке во Франции вследствие особых условий усиления королевской власти развилась придворная панегирическая хвалебная поэзия. В XVIII веке даже Вольтер, Дидро, Д’Аламбер и другие знаменитые философы века писали панегирики Екатерине II, Фридриху Великому и т. п. С другой стороны, мелкие литераторы и стихотворцы сочиняют панегирик Вольтеру и другим значительным лицам и вельможам. Из памятников XVII в. во Франции особенно известны панегирики Боссюэта священной королевской власти.
Другой современник Людовика XIV, Буало, издал в 1666 году сборник «Discours au roi» — панегирик королю и монархии. XVII в. создал во Франции специальную литературу академических речей или «похвальных слов», представляющих ряд риторических панегириков выдающимся государственным деятелям, воинам, учёным, поэтам и т. д. Особенной известностью и значением пользуются собрания такого рода речей Кондорсе, Д’Аламбера и других академиков. Обычай произносить в торжественные и праздничные дни похвальные слова с целью поучения и назидания перешёл и в Россию и получил значительное развитие в проповеди, а затем в литературе и даже поэзии XVII и XVIII вв. Проповеди Феофана Прокоповича представляют почти всегда панегирики Петру. Наука и литература долгое время ещё нуждались в покровительстве сильных и знатных; отсюда восторженные панегирики Петру, Елизавете, Екатерине II и вельможам, сподвижникам этих государей. Зависимость учёных и поэтов от милостей двора создает особый род придворной, панегирической, то есть неумеренной в похвалах и льстивой литературы. В некоторых одах, например Елизавете Петровне, восторженные, превышающие всякую меру похвалы до известной степени служат отголосками общественного настроения, видевшего в воцарении «Петровой дщери» наступление нового, лучшего периода русской истории. Оды и послания Ломоносова (к Шувалову и др.), при всей своей риторичности, также имеют серьёзное общественное значение и одушевлены любовью к науке и просвещению. Но этого нельзя сказать о большинстве панегиристов, искателей тёплых мест; их льстивые панегирики не отличаются ни содержанием, ни стилем.
Панегирическая литература XVIII века имеет в России особенно видного представителя в лице Державина.